# Małyniwka (hromada Semeniwka)
Małyniwka (ukr. Малинівка) – wieś na Ukrainie, w obwodzie połtawskim, w rejonie krzemieńczuckim, w hromadzie Semeniwka. W 2001 liczyła 306 mieszkańców.